# Eckartswiller
Eckartswiller é uma comuna francesa na região administrativa de Grande Leste, no departamento Baixo Reno. Estende-se por uma área de 12,34 km². Em 2010 a comuna tinha 443 habitantes (densidade: 35,9 hab./km²).